# 사모 (무기)

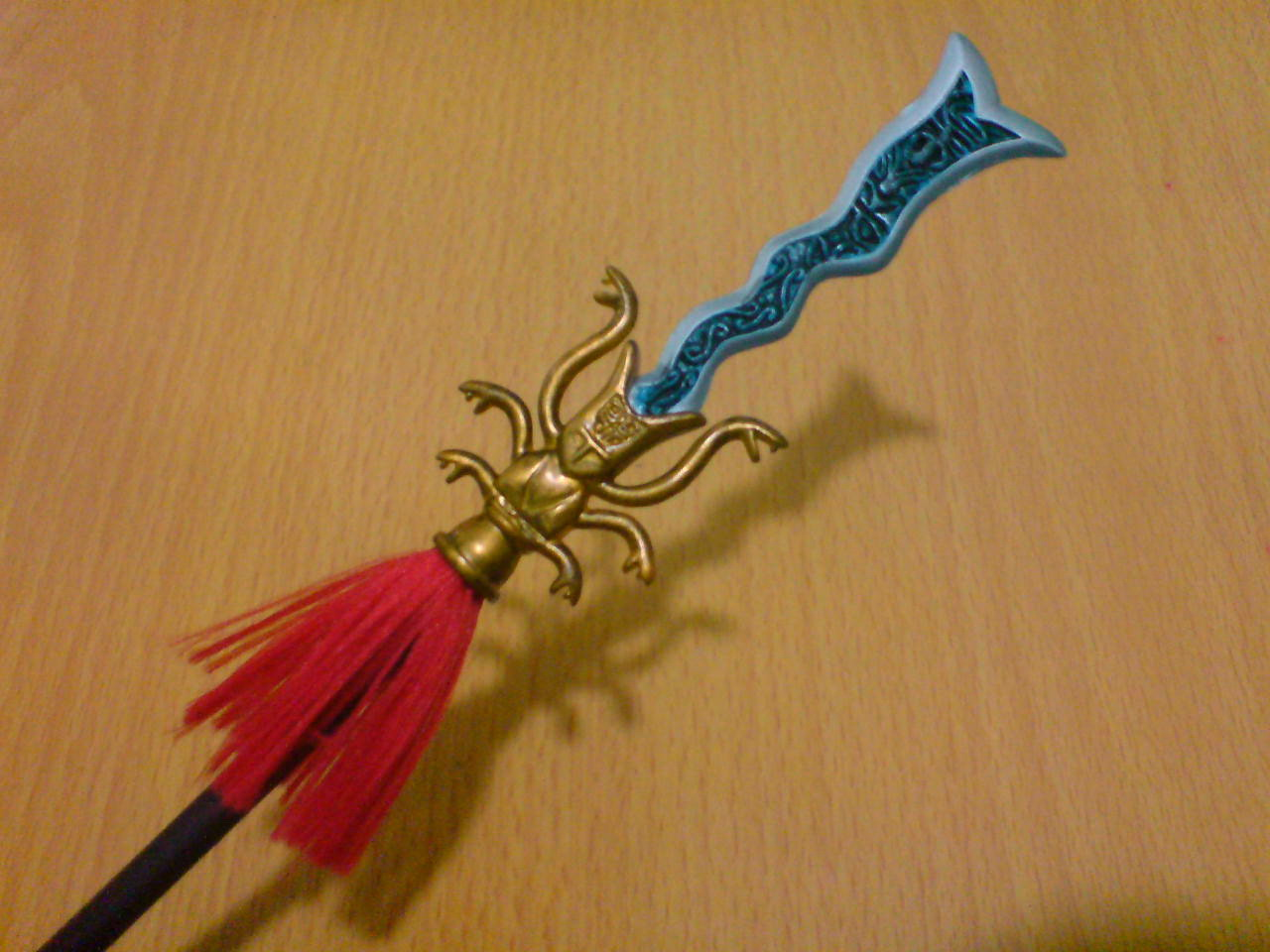

사모(蛇矛)는 모(矛)의 일종으로, 날 끝 부분이 뱀처럼 구부러져 있어서 이러한 이름이 붙게 되었다. 명나라 이후부터 사용되기 시작했으며, 플랑베르주와 마찬가지로 상처를 넓게 입힐 수 있는 것이 특징이다.
《삼국지연의》에서 중국 삼국 시대의 장수인 장비(張飛)가 사용한 무기로 유명하며, 이 때 만든 사모의 크기는 8척(약 4.40미터)에 달했다고 한다. 이외에도 소설 《수호전》에 등장하는 인물인 임충(林冲)이 사용하는 무기이기도 하다.
일설에는 사모 형태의 무기가 나타난 것은 명나라 이후이기 때문에 장비가 이 무기를 실제로 사용했을 리는 없으며, 진수(陳壽)가 기록한 정사 《삼국지》에서도 등장하지 않는다고 한다. 하지만 《진서》 권103 유요재기에 진안(陳安)이라는 장수가 왼손에는 대도를, 오른손에는 장팔사모(丈八蛇矛)를 들고 싸웠다는 기록이 있으므로 사모 자체의 존재는 부정하기 어렵다. 대표적인 사모로는 장비가 사용했다고 알려진 장팔사모(丈八蛇矛)가 있다.